# ダニエル・ブーン (原子力潜水艦)
|           |                                                  |
| 艦歴      |                                                  |
| 発注:     | 1961年7月21日                                    |
| 起工:     | 1962年2月6日                                     |
| 進水:     | 1963年6月22日                                    |
| 就役:     | 1964年4月23日                                    |
| 退役:     | 1994年2月18日                                    |
| 除籍:     | 1994年2月18日                                    |
| その後:   | 原子力艦再利用プログラム                         |
| 性能諸元  |                                                  |
| 排水量:   |                                                  |
| 全長:     | 425 ft (129.5 m)                                 |
| 全幅:     | 33 ft (10.1 m)                                   |
| 吃水:     |                                                  |
| 機関:     | 原子力ギアード・タービン推進 GE S5W原子炉 1基    |
| 最大速:   |                                                  |
| 兵員:     |                                                  |
| 兵装:     | 21インチ魚雷発射管4基 トライデント・ミサイル16発 |
| モットー: | New Trails to Blaze                              |

ダニエル・ブーン(USS Daniel Boone, SSBN-629)は、アメリカ海軍のジェームズ・マディソン級原子力潜水艦の3番艦。艦名はアメリカ合衆国建国時の開拓者ダニエル・ブーンに因んで命名された。

## 艦歴
ダニエル・ブーンの建造は1961年7月21日にカリフォルニア州ヴァレーオのメア・アイランド海軍造船所に発注され、1962年2月6日に起工した。1963年6月22日にジェームズ・H・ウェークリン・ジュニア夫人によって命名、進水し、1964年4月23日にブルー班のジョージ・P・スティール3世艦長およびゴールド班のアラン・B・クラブトリー艦長の指揮下就役する。
1987年4月7日にダニエル・ブーンはバージニア州ニューポート・ニューズのジェームズ・リバーで座礁した。
ダニエル・ブーンは1994年2月18日に退役し、同日除籍された。その後ワシントン州ブレマートンで原子力艦再利用プログラムの下1994年11月4日に解体された。